# そごう千葉店
そごう千葉店（そごう ちばてん）は、株式会社そごう・西武が運営する千葉市中央区新町にある百貨店である。京成千葉駅と直結する。通称は千葉そごう。キャッチフレーズは「世界最大級・新しい日本の百貨店」。

## 概要
そごう横浜店（横浜そごう）と並ぶそごうの中核を成す基幹店であり、売上高はそごうの中で横浜店に次ぐ第2位、そごう・西武全体でも西武池袋本店、そごう横浜店に次ぐ第3位である。2017年に三越千葉店が閉店したことにより、千葉市内で唯一の百貨店となった。現在地に移転後は京成千葉駅・千葉駅と直結し、中心市街地を形成している。当時、大阪・心斎橋に本店を置いていたそごうが全国に多店舗展開する上での重要な店舗であり、株式会社千葉そごうとして全国の地域子会社に出資していた。

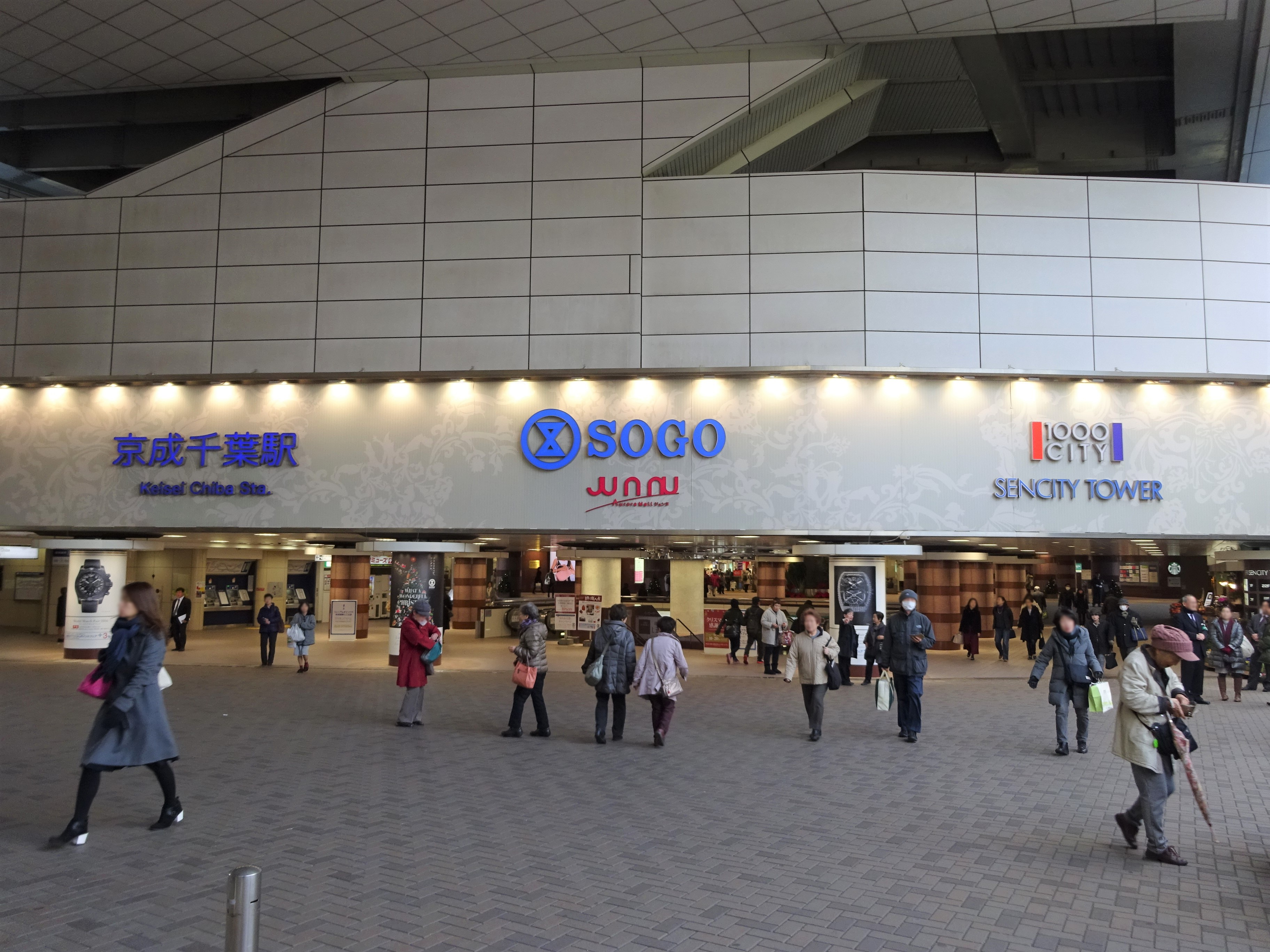
JR千葉駅側から。京成千葉駅やセンシティタワーと一体化している。

営業面積は81,025平方メートル（本館+旧・ジュンヌ館）、そごう千葉店本館に隣接して、ヨドバシHD千葉ビル・タイムズヨドバシ千葉とセンシティタワーがある。
千葉新町地区第一種市街地再開発事業における建物名称は、センシティタワーとあわせてセンシティビルディングであり、ヨドバシHD千葉ビルとあわせてセンシティを構成する。
ヨドバシHD千葉ビルとは、4階連絡通路および地下により接続している。そごう千葉店本館は京成千葉駅と一体化しており、そごう4階およびセンシティタワー4階に連絡する改札口がある。京成千葉駅はJR千葉駅と千葉都市モノレール1号線・2号線の千葉駅に連絡する。周辺の商業施設としては、ペリエ千葉、C-one（シーワン）、Mio（ミーオ）などがある。

## 歴史

### 千葉そごう時代
株式会社そごうの子会社として1966年10月28日に設立された「株式会社千葉そごう」が、翌1967年3月21日に塚本大千葉ビル内に千葉そごうを売場面積10,878平方メートルで開店したのが始まりである。開業2年目で地域一番店となり、3年目に早くも黒字化するなど軌道に乗せた。株式会社千葉そごうは初代会長に就任した水島廣雄が株式の大半を保有したため、株式会社そごうの連結対象外企業であった。また、株式会社千葉そごうがそごう本体の筆頭株主となっていた時期もあった。
そごう本体の直営店は大阪店、神戸店、東京店の3店舗のみであった。地域子会社方式によるそごうグループでの多店化は千葉そごうが始まりであり、以降そごうの出店に際しては千葉そごうを中心に、黒字化していたそごうグループ各社が出資することで、そごうのグループ会社として運営されていくことになった。そこため、千葉そごうは全国各地のそごうの親会社となっていた。
こうした新たな地区への出店を進める一方で、1972年10月には別館を増設し、現店舗開店前の本館・別館を合わせた売場面積は30,112平方メートルまで増床した。また1973年6月には、立体駐車場「スカイパーク」、結婚式場や宴会場、中華料理店を入居させた「ダリアサロン」を開設、1978年には近隣のニュー千葉ビルに「ゴルフショップ」、1980年年8月22日にスポーツグッズを集めた「スポーツショップ」、1981年6月には「学生服用品ショップ」、1982年9月23日には近隣の上野ビルに「ユニフォームショップ」、1985年4月26日には10代女性をターゲットにした衣料・雑貨のブランドを集積した「アニス館」を開設するなど、近隣に別館、路面店を開設を続け、売り場面積が年々拡張していった。また、1986年3月時点で、この他の路面店として当時の第2駐車場敷地内に「つり用品ショップ」、「小住宅承り所」、第1駐車場敷地内にピザハットレストランのFC店も存在した。
1990年代には、1991年の千葉都市モノレール1号線の開業を受け、増床戦略の最盛期となる1993年4月27日、新町にモノレール千葉駅と一体化した千葉そごう（1992年設立の株式会社「新千葉そごう」が運営、店舗面積：約61,000平方メートル）新店と「SOGOコリドーモール」を開店。同時に新店10階に千葉そごう美術館が開館している。これに伴い旧千葉そごうは、元・本館を「Bee-Oneヤング館」、元・別館を「スポーツ館」（いずれも当時）に業態転換した。1993年以降の4館体制での店舗面積は、当時日本最大の百貨店（世界最大級の百貨店とも）と称し、全館の総称を「そごうTOWN」と称していた。

### そごう経営破綻後
株式会社そごうは2000年7月12日、記者会見にて「再建計画を断念し、民事再生法の下で再建を図ることになった」と発表し、約1兆8700億円という小売業としては当時過去最大の負債を抱えて事実上倒産した。またグループ各社間で貸付金や債務保証も行われていたため、経営破綻時の各社の負債総額はその運営する店舗の業績とは必ずしも一致しなかった。千葉そごうにおいても約4054億円、新千葉そごうが約953億円の負債を抱え2000年7月12日に民事再生法の適用を申請して事実上倒産した。同年7月26日にそごう、千葉そごうを含むグループ13社が民事再生手続開始決定。
翌2001年にそごうグループ13社が合併。それに伴い店舗名をそごう千葉店に改称した。同年4月22日に千葉そごう美術館も閉館、跡地はそごう千葉店レストラン街「ダイニングパーク」となっている。
経営破綻後、元の千葉そごう本館であった塚本大千葉ビルに入居していた「Bee-One」の運営・管理が、千葉そごうから建物所有者の塚本總業に移り「Bee-One」の名称も使われなくなった。後年は家電量販店のヨドバシカメラやかねたや家具店などが入居するテナントビルとなった。そごう千葉店は現在の場所へ移転し自社ビルを持った。
2009年以降、そごうとしては現存する店舗の中で最古となっていた神戸店（1933年開店）が2019年9月に閉店し、エイチ・ツー・オー リテイリング傘下の阪急百貨店に移管したため、千葉店がそごうの中で最も古い店舗になった。
2023年4月、約10年ぶりに全館を改装すると共にその一環としてジュンヌ館を同年夏に一時閉館することを発表した。2024年頃にリニューアル開業する予定。なお、そごう千葉店を巡っては、同時期に運営会社であるそごう・西武をアメリカの投資ファンドであるフォートレス・インベストメント・グループに売却すると同時にヨドバシカメラがジュンヌ館を取得した上で出店することが報じられているが、そごう千葉店は「店舗改装はこれらの動きとは無関係である」とのコメントを発表している。
そごう・西武売却完了後の2023年10月2日、ヨドバシホールディングスはジュンヌ館の土地と建物を購入した。その後、同月11日に行われた千葉市長の神谷俊一などに対しての説明にて時期は未定ながらもジュンヌ館に出店させる方向で計画していることを明らかにした。その後、2024年11月15日にジュンヌ館を「ヨドバシHD千葉ビル」に改称すると同時に「ヨドバシカメラ マルチメディア千葉」として、千葉店を移転オープンした。

## フロア構成
- 10階 - レストラン街「ダイニングパーク」
- 9階 - こだわり趣味の街 ビューティー＆ケア（無印良品、三省堂書店、銀座山野楽器、JTB）
- 8階 - ロフト (雑貨店)、ペット、フォトサロン
- 7階 - インテリア雑貨、呉服、美術、ギフトサロン、ブライダルサロン、ロイヤルサロン、ロイヤルルーム
- 6階 - こども用品（こども服、ベビー用品など）、催事場、ベビー休憩室、こどもの広場
- 5階 - 紳士服、紳士洋品、紳士雑貨、紳士靴
- 4階 - プレステージブティック、宝飾、時計、コンシェルジュデスク
- 3階 - 婦人服、インナーウエア、カラダステーション、スポーツ、ビューティー＆ケア
- 2階 - 婦人服、婦人靴、ハンドバッグ、ビューティー＆ケア、パルパティオ、シューズステーション
- 1階 - 婦人雑貨（アクセサリー、ハンドバッグ、洋品小物）、化粧品、ルイ・ヴィトン、ソゴウキレイステーション、メイクアップステーション
- 地下1階 - 食品館、フードコート、ミレニアムカードカウンター、商品券売場、免税カウンター、日本郵便

## 交通アクセス
- 鉄道
  - 京成千葉駅（京成電鉄千葉線）
  - 千葉駅（JR東日本、千葉都市モノレール）
- 自動車
  - 最寄りインターチェンジ
    - 千葉東金道路 千葉東インターチェンジ
    - 京葉道路 穴川インターチェンジ・貝塚インターチェンジ
    - 東関東自動車道 湾岸千葉インターチェンジ